# 李浩哲
李 浩哲（Lee Ho Cheol、イ・ホチョル、1932年3月15日 - 2016年9月18日）は、韓国の小説家。咸鏡南道元山出身。

## 略歴
1932年3月15日、咸鏡南道元山に生まれる。元山中学校（同期に後藤明生がいた）を卒業後、1950年朝鮮人民軍として朝鮮戦争に参加、その後韓国に移った。
1955年短編小説『탈향(脱郷)』が『文学芸術』に推薦され登壇した。初期は、戦争の傷痕を繊細な筆致で描写した『나상(裸像)』、『탈각(脱却)』、만조(満潮)』などの短編を発表した。これらの作品では、孫が戦争に行ったおばあさん、戦いの名分も意欲も失ったまま行軍する人民軍兄弟、苦しみの中で生きる戦争孤児の姿などを描いている。1960代に入っては、現実世態の問題を独特な歴史感覚で明らかにして事実的に描いた長編『판문점(板門店)』を発表した。この作品は、作家が体験した故郷喪失を個人的な内面意識よりは民族分断の歴史的状況とつなげることで強烈な社会的意味を獲得している。
1962年、『東仁文学賞』を受賞した作品『닳아지는 살들(磨り減る肌)』は、平凡な日常生活を描いているが、南北分断の状況がそのベースにある。1970年代に入って李は、作品活動よりは当時の独裁に抵抗する民主化運動に関与して何度も刑務所に入れられたため、創作活動ができなかった。『그 겨울의 긴 계곡(あの冬の長い渓谷)』、『문(門)』などはその経験を元に書かれた作品である。2009年には、解放後活動した政治家たちがあの世で出会って話をするという設定の小説『 별들 너머 이쪽 저쪽(星の向こうこっちあっち) 』を発表した。
2016年、脳腫瘍で闘病中だったが、9月18日に亡くなった。享年85。

## 年譜
- 1932年3月15日、咸鏡南道元山に生まれる[1]。
- 1962年、東仁文学賞受賞。
- 1989年、大韓民国文学賞受賞。
- 1996年、大山文学賞受賞。
- 1998年、大韓民国芸術院賞受賞。
- 2004年、ドイツFriedrich Schiller University of Jenaメダル受賞。
- 2012年、第53回三一文化賞芸術賞受賞。

## 代表作品
- 1961年、나상(裸像) [4][5]
- 1964年、소시민(小市民)
- 1966年、서울은 만원이다(ソウルは満員だ)
- 1972年、큰 산(大きい山)
- 1975年、닳아지는 살들(磨り減る肌)
- 1976年、이단자(異端者)
- 1977年、남풍북풍(南風北風)
- 1978年、그 겨울의 긴 계곡(あの冬の長い渓谷)
- 1981年、문(門)
- 1988年、판문점(板門点)
- 1995年、뿔(角)
- 1996年、남녘사람 북녘사람(南のひと北のひと)
- 1997年、이호철의 소설창작강의(李浩哲の小説創作講義)
- 2001年、이호철 문학선집(李浩哲文学選集)
- 2009年、별들 너머 이쪽 저쪽(星の向こうこっちあっち)

## 日本語で読める作品
- 「崩れる音」朴容九訳『韓国名作短篇集』韓国書籍センター、1970所収
- 「擦り減る膚」『現代韓国文学選集3　短篇小説Ⅰ』冬樹社、1973所収
- 「いらだつ人々」大村益夫訳『韓国短篇小説選』岩波書店、1988、 ISBN 4-00-000323-2 所収
- 「南風北風」『韓国の現代文学1　長編小説Ⅰ』柏書房、1992、ISBN 4-7601-0786-X 所収
- 『南のひと北のひと』姜尚求訳、新潮社、2000、ISBN 4105394010
- 『板門店』姜尚求訳、作品社、2009、ISBN 4861822475
- 「脱郷」「南から来た人々」『王陵と駐屯軍 : 朝鮮戦争と韓国の戦後派文学』凱風社、2014、ISBN 978-4-7736-3901-8 所収
- 李恢成との対談が李恢成の対談集『参加する言葉』（講談社、1974年）に収録されている。